# Victoria Cougars (WHL)
Die Victoria Cougars waren eine kanadische Eishockeymannschaft in Victoria, British Columbia. Das Team spielte von 1971 bis 1994 in einer der drei höchsten kanadischen Junioren-Eishockeyligen, der Western Hockey League (WHL).

## Geschichte
Die Victoria Cougars wurden 1971 als Franchise der Western Hockey League gegründet. Nachdem sie in ihren ersten drei Spielzeiten noch jeweils die Playoffs verpasst hatten, erreichten sie in der Saison 1979/80 erstmals das WHL-Finale, in dem sie den Regina Pats unterlagen. Im folgenden Jahr standen die Cougars erneut im Finale, setzten sich dieses Mal allerdings gegen die Calgary Wranglers mit 4:1 Siegen in der Best-of-Seven-Serie durch. In diesem Jahr erreichte die Mannschaft aus British Columbia zudem einen WHL-Rekord mit 60 Siegen in der regulären Saison. Im Anschluss konnten die Victoria Cougars nicht mehr an diesen Erfolg anknüpfen, so dass sie in den folgenden 13 Jahren acht Mal die Playoffs verpassten. Zudem erreichten sie in der Saison 1989/90 einen weiteren ligaweiten Rekord, der noch immer gültig ist. In 72 Spielen gewannen die Cougars nur fünf Mal und holten zwölf Punkte, was die schlechteste Saisonleistung einer WHL-Mannschaft überhaupt darstellte.
Vor der Saison 1994/95 wurden das Franchise nach Prince George, British Columbia, umgesiedelt, wo es seither unter dem Namen Prince George Cougars am Spielbetrieb der WHL teilnimmt.

## Ehemalige Spieler
Folgende Spieler, die für die Victoria Cougars aktiv waren, spielten im Laufe ihrer Karriere in der National Hockey League: 
- Greg Adams
- Micah Aivazoff
- Murray Bannerman
- Len Barrie
- Fred Berry
- Wayne Bianchin
- Alexander Boikow
- Mel Bridgman
- Don Cairns
- Rich Chernomaz
- Kim Clackson
- Glen Cochrane
- Geoff Courtnall
- Russ Courtnall
- Paul Cyr
- Gary Donaldson
- Kevin Evans
- Tony Feltrin
- Wade Flaherty
- Curt Fraser
- Grant Fuhr
- Lorry Gloeckner
- Richard Hajdu
- Archie Henderson
- Matt Hervey
- Al Hill
- Garry Howatt
- Brent Hughes
- Stu Kulak
- Rick Lapointe
- Mike Leclerc
- Danny Lucas
- Gary Lupul
- David Mackey
- Tom Martin
- Chris Mason
- Jeff McDill
- Bob McGill
- Jack McIlhargey
- Jim McKenzie
- John Mokosak
- Mark Morrison
- John Newberry
- Brad Palmer
- Steve Passmore
- Barry Pederson
- George Pesut
- Ken Priestlay
- Gordie Roberts
- Geordie Robertson
- Torrie Robertson
- Joel Savage
- Greg Tebbutt
- Mike Toal
- Terry Virtue
- Olexander Wassylewskyj
- Simon Wheeldon
- Darryl Williams

## Team-Rekorde

### Karriererekorde
Spiele: 265  Curt Fraser
Tore: 249  Mark Morrison
Assists: 235  Mark Morrison
Punkte: 394   Mark Morrison
Strafminuten: 713  Torrie Robertson